# Primera División de México (1981/1982)
Rozgrywki 1981/1982 były 80. sezonem w historii ligi meksykańskiej, a 40. sezonem w historii profesjonalnej ligi meksykańskiej. Tytułu mistrzowskiego broniło Pumas UNAM.

## Zespoły
| Uczestnicy poprzedniej edycji                                                                                 | Uczestnicy poprzedniej edycji | Uczestnicy poprzedniej edycji | Uczestnicy poprzedniej edycji |
| --- | ----------------------------- | ----------------------------- | ----------------------------- |
| AME | América                       |                               |                               |
| ATL | Atlante                       |                               |                               |
| ATS | Atlas                         |                               |                               |
| CAM | Atletas Campesinos            |                               |                               |
| ATE | Atlético Español              |                               |                               |
| ATP | Atlético Potosino             |                               |                               |
| CAZ | Cruz Azul                     |                               |                               |
| DNE | Deportivo Neza                |                               |                               |
| EST | Estudiantes Tecos             |                               |                               |
| GUA | Guadalajara                   |                               |                               |
| LEO | León                          |                               |                               |
| MTY | Monterrey                     |                               |                               |
| PUE | Puebla                        |                               |                               |
| PUM | Pumas UNAM                    |                               |                               |
| TAM | Tampico Madero                |                               |                               |
| TIG | Tigres UANL                   |                               |                               |
| TOL | Toluca                        |                               |                               |
| UDG | U de Guadalajara              |                               |                               |
| ZAC | Zacatepec                     |                               |                               |
| Awans z Segunda División de México (1980/1981)                                                                |                               |                               |                               |
| MOR | Morelia                       |                               |                               |
| Oznaczenia: - kolumna pierwsza – skróty nazw drużyn, - kolumna trzecia – miejsce zajęte w poprzednim sezonie. |                               |                               |                               |

## Faza grupowa

### Grupa 1
| Lp. | Klub         | M  | Z  | R  | P  | B+ | B- | Pkt. | Uwagi        |
| --- | ------------ | -- | -- | -- | -- | -- | -- | ---- | ------------ |
| 1   | Club América | 38 | 16 | 13 | 9  | 54 | 31 | 45   | Ćwierćfinały |
| 2   | Tigres UANL  | 38 | 16 | 12 | 10 | 58 | 43 | 44   | Ćwierćfinały |
| 3   | Puebla       | 38 | 15 | 11 | 12 | 59 | 56 | 41   |              |
| 4   | Pumas UNAM   | 38 | 12 | 14 | 12 | 64 | 51 | 38   |              |
| 5   | Club Atlas   | 38 | 9  | 8  | 21 | 35 | 67 | 26   |              |

### Grupa 2
| Lp. | Klub              | M  | Z  | R  | P  | B+ | B- | Pkt. | Uwagi        |
| --- | ----------------- | -- | -- | -- | -- | -- | -- | ---- | ------------ |
| 1   | U. de Guadalajara | 38 | 13 | 17 | 8  | 49 | 35 | 43   | Ćwierćfinały |
| 2   | Toros Neza        | 38 | 13 | 17 | 8  | 54 | 43 | 43   | Ćwierćfinały |
| 3   | Cruz Azul         | 38 | 14 | 15 | 9  | 51 | 44 | 43   |              |
| 4   | Atlético Potosino | 38 | 14 | 13 | 11 | 55 | 53 | 41   |              |
| 5   | Club León         | 38 | 6  | 15 | 17 | 41 | 65 | 27   |              |

### Grupa 3
| Lp. | Klub             | M  | Z  | R  | P  | B+ | B- | Pkt. | Uwagi        |
| --- | ---------------- | -- | -- | -- | -- | -- | -- | ---- | ------------ |
| 1   | Zacatepec        | 38 | 14 | 17 | 7  | 44 | 29 | 45   | Ćwierćfinały |
| 2   | Atlético Español | 38 | 12 | 9  | 17 | 48 | 55 | 33   | Ćwierćfinały |
| 3   | Morelia          | 38 | 9  | 14 | 15 | 37 | 49 | 32   |              |
| 4   | Guadalajara      | 38 | 6  | 15 | 17 | 39 | 55 | 27   |              |
| 5   | Tampico          | 38 | 8  | 10 | 20 | 45 | 72 | 26   | Spadek       |

### Grupa 4
| Lp. | Klub               | M  | Z  | R  | P  | B+ | B- | Pkt. | Uwagi        |
| --- | ------------------ | -- | -- | -- | -- | -- | -- | ---- | ------------ |
| 1   | Atlante            | 38 | 21 | 11 | 6  | 62 | 31 | 53   | Ćwierćfinały |
| 2   | Monterrey          | 38 | 13 | 14 | 11 | 49 | 56 | 40   | Ćwierćfinały |
| 3   | Atletas Campesinos | 38 | 14 | 11 | 13 | 44 | 42 | 39   |              |
| 4   | Deportivo Toluca   | 38 | 12 | 14 | 12 | 53 | 57 | 38   |              |
| 5   | Estudiantes Tecos  | 38 | 11 | 14 | 13 | 48 | 55 | 36   |              |

## Finały

### Ćwierćfinały
|  | Atlante | 3 – 1 | Atlético Español | Cancún |
|  |         |       |                  |        |

|  | Atlético Español | 2 – 2 | Atlante | Meksyk |
|  |                  |       |         |        |

|  | Zacatepec | 0 – 2 | Deportivo Neza | Zacatepec de Hidalgo |
|  |           |       |                |                      |

|  | Deportivo Neza | 1 – 2 | Zacatepec | Nezahualcóyotl |
|  |                |       |           |                |

|  | América | 1 – 2 | Monterrey | Meksyk |
|  |         |       |           |        |

|  | Monterrey | 1 – 4 | América | Monterrey |
|  |           |       |         |           |

|  | Tigres UANL | 1 – 1 | Guadalajara | Monterrey |
|  |             |       |             |           |

|  | Guadalajara | 1 – 1 | Tigres UANL | Guadalajara |
|  |             |       |             |             |

### Półfinały
|  | Atlante | 1 – 0 | Deportivo Neza | Cancún |
|  |         |       |                |        |

|  | Deportivo Neza | 0 – 0 | Atlante | Nezahualcóyotl |
|  |                |       |         |                |

|  | América | 0 – 2 | Tigres UANL | Meksyk |
|  |         |       |             |        |

|  | Tigres UANL | 0 – 1 | América | Monterrey |
|  |             |       |         |           |

### Finał
|  | Atlante | 1 – 2 | Tigres UANL | Cancún |
|  |         |       |             |        |

|  | Tigres UANL | 0 – 1 k. 3-1 | Atlante | Monterrey |
|  |             |              |         |           |